# Dallas Cup de 2009
A Dallas Cup de 2009, também conhecida como Dr Pepper Dallas Cup de 2009 (por motivos de patrocínios), foi a trigésima edição deste torneio disputado em Dallas, Texas.
Nesta edição, sete torneios foram realizados, abrangendo as categorias sub-13, sub-14, sub-15, sub-16, sub-17 e sub-19. Na competição Super Group, o São Paulo conquistou seu terceiro título ao vencer o Vancouver Whitecaps na decisão.

## Super Group

### Grupo A
| 5 de abril | Tigres UANL | 1 – 1     | Toronto FC | Dallas                              |  |
| 14:00      |             | Relatório |            | Estádio: Richland College Field #10 |  |

| 5 de abril | Milan | 0 – 4     | Manchester City | Dallas                          |  |
| 19:00      |       | Relatório |                 | Estádio: FC Dallas Park Stadium |  |

| 6 de abril | Milan | 0 – 3     | Toronto FC | Dallas                           |  |
| 14:00      |       | Relatório |            | Estádio: FC Dallas Park Field #7 |  |

| 6 de abril | Tigres UANL | 2 – 3     | Manchester City | Dallas                              |  |
| 14:00      |             | Relatório |                 | Estádio: Richland College Field #10 |  |

| 8 de abril | Manchester City | 4 – 0     | Toronto FC | Dallas                              |  |
| 12:00      |                 | Relatório |            | Estádio: Richland College Field #10 |  |

| 8 de abril | Milan | 1 – 2     | Tigres UANL | Dallas                          |  |
| 20:30      |       | Relatório |             | Estádio: FC Dallas Park Stadium |  |

### Grupo B
| 5 de abril | Eintracht Frankfurt | 6 – 1     | Urawa Red Diamonds | Dallas                           |  |
| 12:00      |                     | Relatório |                    | Estádio: FC Dallas Park Field #7 |  |

| 5 de abril | São Paulo | 7 – 0     | Dallas Texans Red | Dallas                          |  |
| 13:00      |           | Relatório |                   | Estádio: FC Dallas Park Stadium |  |

| 6 de abril | São Paulo | 1 – 0     | Urawa Red Diamonds | Dallas                           |  |
| 12:00      |           | Relatório |                    | Estádio: FC Dallas Park Field #6 |  |

| 6 de abril | Eintracht Frankfurt | 5 – 1     | Dallas Texans Red | Dallas                           |  |
| 16:00      |                     | Relatório |                   | Estádio: FC Dallas Park Field #6 |  |

| 8 de abril | São Paulo | 1 – 1     | Eintracht Frankfurt | Dallas                              |  |
| 14:00      |           | Relatório |                     | Estádio: Richland College Field #10 |  |

| 8 de abril | Urawa Red Diamonds | 3 – 1     | Dallas Texans Red | Dallas                           |  |
| 16:00      |                    | Relatório |                   | Estádio: FC Dallas Park Field #6 |  |

### Grupo C
| 5 de abril | Monterrey | 1 – 4     | Vancouver Whitecaps | Dallas                              |  |
| 12:00      |           | Relatório |                     | Estádio: Richland College Field #10 |  |

| 5 de abril | River Plate | 1 – 1     | Andrômeda Academy | Dallas                          |  |
| 15:00      |             | Relatório |                   | Estádio: FC Dallas Park Stadium |  |

| 6 de abril | River Plate | 1 – 2     | Vancouver Whitecaps | Dallas                           |  |
| 14:00      |             | Relatório |                     | Estádio: FC Dallas Park Field #6 |  |

| 6 de abril | Monterrey | 1 – 2     | Andrômeda Academy | Dallas                              |  |
| 16:00      |           | Relatório |                   | Estádio: Richland College Field #10 |  |

| 8 de abril | Vancouver Whitecaps | 1 – 0     | Andrômeda Academy | Dallas                           |  |
| 18:00      |                     | Relatório |                   | Estádio: FC Dallas Park Field #7 |  |

| 8 de abril | River Plate | 0 – 2     | Monterrey | Dallas                          |  |
| 18:30      |             | Relatório |           | Estádio: FC Dallas Park Stadium |  |

### Índice técnico
| Pos. | Clube             | Pts | J | V | E | D | GP | GC | SG |
| ---- | ----------------- | --- | - | - | - | - | -- | -- | -- |
| 1    | São Paulo         | 7   | 3 | 2 | 1 | 0 | 9  | 1  | +8 |
| 2    | Tigres UANL       | 4   | 3 | 1 | 1 | 1 | 5  | 5  | 0  |
| 3    | Andrômeda Academy | 4   | 3 | 1 | 1 | 1 | 3  | 3  | 0  |

## Fase final
|  | Semifinais          | Semifinais          |   |                 | Final               | Final |  |
|  |                     |                     |   |                 |                     |       |  |
|  | 10 de abril         |                     |   |                 |                     |       |  |
|  | Manchester City     | 0 (2)               |   |                 |                     |       |  |
|  | São Paulo (pen)     | 0 (4)               |   |                 |                     |       |  |
|  |                     |                     |   |                 |                     |       |  |
|  |                     |                     |   |                 | 12 de abril         |       |  |
|  |                     |                     |   |                 | São Paulo           | 4     |  |
|  |                     | Vancouver Whitecaps | 0 |                 |                     |       |  |
|  |                     |                     |   |                 |                     |       |  |
|  |                     |                     |   |                 |                     |       |  |
|  |                     |                     |   |                 | Terceiro lugar      |       |  |
|  | 10 de abril         | 10 de abril         |   | 11 de abril     | 11 de abril         |       |  |
|  | Eintracht Frankfurt | 0                   |   | Manchester City | 1                   |       |  |
|  | Vancouver Whitecaps | 2                   |   |                 | Eintracht Frankfurt | 2     |  |

Semifinais
| 10 de abril | Eintracht Frankfurt | 0 – 2     | Vancouver Whitecaps | Dallas                          |  |
| 18:00       |                     | Relatório |                     | Estádio: FC Dallas Park Stadium |  |

| 10 de abril | Manchester City | 0 – 0 (2 – 4 pen.) | São Paulo | Dallas                          |  |
| 20:00       |                 | Relatório          |           | Estádio: FC Dallas Park Stadium |  |

Terceiro lugar
| 11 de abril | Eintracht Frankfurt | 2 – 1     | Manchester City | Dallas                          |  |
| 18:30       |                     | Relatório |                 | Estádio: FC Dallas Park Stadium |  |

Final
| 12 de abril | Vancouver Whitecaps | 0 – 4     | São Paulo | Dallas                          |  |
| 18:00       |                     | Relatório |           | Estádio: FC Dallas Park Stadium |  |

## Premiação
| Dallas Cup de 2009             |
| Brasil                         |
| ------------------------------ |
| São Paulo Campeão (3.º título) |

## Outras categorias
| Torneio | Campeão              | Placar | Vice                   | Ref.  |
| ------- | -------------------- | ------ | ---------------------- | ----- |
| Sub-19  | Dallas Texans        | 4–0    | Solar SC               | [ 2 ] |
| Sub-17  | Monterrey            | 1–0    | Lonestar Red           | [ 2 ] |
| Sub-16  | Real SoCal White     | 3–2    | Arsenal FC USA         | [ 2 ] |
| Sub-15  | Santa Clara Sporting | 2–0    | Los Angeles FC Chelsea | [ 2 ] |
| Sub-14  | Dallas Texans Red    | 2–1    | ISC Strikers           | [ 2 ] |
| Sub-13  | Dallas Texans Red    | 1–0    | West Coast Futbol Club | [ 2 ] |